# Люмьер, Огюст
Огю́ст Луи́ Мари́ Николя́ Люмье́р (фр. Auguste Louis Marie Nicholas Lumière; 19 октября 1862, Безансон — 10 апреля 1954, Лион) — совместно со своим младшим братом Луи, считается родоначальником кино, основателем французской киноиндустрии и кинорежиссуры. В то время как брат Луи занимался в основном технической стороной кинематографа и изобретательством, Огюст Люмьер исполнял роль организатора и менеджера и, по имеющимся данным киноведов, снял всего одну ленту.

## Биография
Огюст Луи Мари Николя Люмьер родился 19 октября 1862 в городе Безансоне в семье художника, который увлекался фотографией. Вместе с братом Луи изобрел аппарат, который они назвали «кинематограф». Главным изобретателем был Луи Жан Люмьер, а Огюст помогал ему, в основном деньгами. Кроме технического изобретения, братьям Люмьер принадлежит инициатива регулярного выпуска фильмов.
Первый публичный платный сеанс кино был дан братьями 28 декабря 1895 в индийском салоне «Гран-кафе» на бульваре Капуцинок в Париже. На первых сеансах братья Люмьер демонстрировали сценки, в основном снятые на натуре: «Выход рабочих с фабрики братьев Люмьер», «Прибытие поезда на вокзал Ла-Сьота», «Завтрак младенца», «Вылавливание красных рыбок», «Вольтижировка», постановочный комедийный скетч «Политый поливальщик» и другие. В 1896 году братья совершили мировое турне со своим изобретением, посетив Лондон, Нью-Йорк, Бомбей.
В честь Огюста и его брата Луи назван астероид (775) Люмьер, открытый в 1914 году.
В 1995 году Банк Франции вынужден был остановить выпуск новой 200-франковой купюры с портретами братьев Люмьер. Это решение было вызвано скандалом, связанным с открывшимися подробностями сотрудничества братьев в годы Второй мировой войны с коллаборационистским режимом Виши. Старшего брата, Огюста, маршал Петен назначил в городской совет Лиона, а младший, Луи, стал членом Национального совета и одним из патронов Легиона французских добровольцев против большевизма (ЛВФ). Хотя уже были отпечатаны 17 миллионов банкнот, тираж был уничтожен.
Умер в 1954 году. Похоронен рядом с братом на кладбище Гийотьер в Лионе.

## Семья и дети
Огюст женился в 1893 году на Маргарет Винклер. Сестра Маргарет Роза вышла замуж за брата Огюста — Луи.
У Огюста и Маргарет было двое детей.
- Андре Люмьер (дочь) — 1894—1918 — известна благодаря тому, что осталась в кадре двух из первых фильмов в истории — «Завтрак младенца» (в котором родители кормят её с ложечки) и «Ловля золотых рыбок» (в котором она ручонками пытается выловить из аквариума золотых рыбок, а папа держит её). Андре умерла в 1918 году от эпидемии гриппа.
- Анри Люмьер (сын) — 1897—1971 — инженер и авиатор — перед Второй мировой войной продолжил кинематографическое дело отца и дяди.